# Urutonga Colles
Gli Urutonga Colles sono una struttura geologica della superficie di Venere.